# 芝投快速道路

目前計畫路線圖

芝投快速公路，又稱芝投公路、三芝北投公路，是臺灣臺北市／新北市一項規劃中的快速道路計畫，因起訖兩端分別為三芝與北投而得名。該公路主要規劃為淡水與北投區間的快速通道，並具有服務淡海新市鎮聯外交通的功能。

## 緣起
屬於台灣快速公路系統之一，計畫完工後可解決台北至北海岸之壅塞問題。
該計畫緣於台北縣政府鑑於三芝、金山、石門等地區往來台北市之交通均需繞經淡水、竹圍等地區，不僅虛耗行車時間及成本，並增加沿線之交通負荷，致台2線每逢尖峰時間及例假日皆擁擠不堪，未來淡海新市鎮開發完成後交通擁塞情形將更為嚴重，並將影響北海岸的觀光遊憩事業發展，因此於「台北縣綜合發展計畫」之實施方案提出「三芝台北隧道可行性評估計劃」，研究興建隧道的可行性，以增加道路網絡，縮短行車距離及分散交通。交通部嗣於1998年報奉行政院核定於1999年度「擴大國內需求方案計畫」中辦理計畫規劃及環境影響評估作業。
2020年7月10日，公路總局發包辦理可行性評估作業。

## 路線
本計畫路線以新北市三芝區台2線里程約20公里+300米處為起點，沿三芝都市計畫區東緣往南跨越八連溪、市道101號、大屯溪後經北新庄西側、於跨越公司田溪進入淡海新市鎮第2期開發區範圍，經內竿蓁林後，以隧道方式進入台北市北投區，於跨越中央北路後與大度路、洲美快速道路銜接，全長約19.8公里，其中路堤路塹段長約3.1公里、橋梁長約13.6公里、隧道二座長約3.1公里。全線均以雙向四車道配置，淡海新市鎮以北路段外側為混合車道，連通沿線橫交之地方道路。淡海新市鎮以北路段沿線於北11線、市道101號、北7線、北12線、北10線、北8線及北6線等地方道路採平交路口號誌管制設計；淡海新市鎮以南路段於淡水（內竿蓁林），中央北路南側及大度路分別布設3處交流道或上下匝道，並闢建連絡道路銜接至現有地方道路，以提供地區交通便捷之進出服務。

## 交流道
| 芝投快速公路路線設施里程一覽表 |      |                   |          |          |          |          |                                       |                                       |
| 標誌                           | 里程 | 名稱              | 順樁預告 | 逆樁預告 | 形式     | 通車日   | 銜接道路 →聯絡地區                    |                                       |
|                                | 0.0  | 三芝端            |          |          | 直接式   | 暫緩辦理 | 台2線 · →三芝區、石門區、北海岸風景區 | 台2線 · →三芝區、石門區、北海岸風景區 |
|                                |      | 北11線平交路口    |          |          | 平交路口 | 暫緩辦理 | 北11線 · →三芝區                      | 北11線 · →三芝區                      |
|                                |      | 市道101號平交路口 |          |          | 平交路口 | 暫緩辦理 | 市道101號 · →三芝區                   | 市道101號 · →三芝區                   |
|                                |      | 北7線平交路口     |          |          | 平交路口 | 暫緩辦理 | 北7線 · →三芝區                       | 北7線 · →三芝區                       |
|                                |      | 北12線平交路口    |          |          | 平交路口 | 暫緩辦理 | 北12線 · →三芝區                      | 北12線 · →三芝區                      |
|                                |      | 北10線平交路口    |          |          | 平交路口 | 暫緩辦理 | 北10線 · →三芝區                      | 北10線 · →三芝區                      |
|                                |      | 北8線平交路口     |          |          | 平交路口 | 暫緩辦理 | 北8線 · →三芝區                       | 北8線 · →三芝區                       |
|                                |      | 北6線平交路口     |          |          | 平交路口 | 暫緩辦理 | 北6線 · →三芝區                       | 北6線 · →三芝區                       |
|                                |      |                   |          |          |          | 暫緩辦理 | 計畫道路 →淡水區淡海新市鎮            | 計畫道路 →淡水區淡海新市鎮            |
|                                |      | 內竿蓁林          |          |          |          | 暫緩辦理 | →淡水區內竿蓁林                       | →淡水區內竿蓁林                       |
| － （無名隧道）                |      |                   |          |          |          |          |                                       |                                       |
| － （無名隧道）                |      |                   |          |          |          |          |                                       |                                       |
|                                |      | 中央北路          |          |          |          | 暫緩辦理 | 中央北路 →北投區                      | 中央北路 →北投區                      |
|                                |      | 大度路            |          |          |          | 暫緩辦理 | 大度路 →北投區                        | 大度路 →北投區                        |
|                                | 19.8 | 北投端            |          |          |          | 暫緩辦理 | 洲美快速道路 →北投區、士林區          | 洲美快速道路 →北投區、士林區          |
|                                |      |                   |          |          |          |          |                                       |                                       |

## 外部連結
- .   [2012-07-20]. （原始内容存档于2014-06-26）.